# Dwór w Lipnicy Dolnej
Dwór w Lipnicy Dolnej – modrzewiowy dwór wybudowany pod koniec XVIII w., kilkukrotnie przebudowywany; wraz z parkiem znajdujący się w miejscowości Lipnica Dolna.
Wypracowana snycersko weranda tego dworu stanowi mało spotykane na tym terenie założenie architektoniczne. 
Od 2016 w dworku trwają prace remontowe.

## Historia
W 1773 władze austriackie sprzedały dobra lipnickie i stały się one własnością prywatną aż do zakończenia II wojny światowej. W połowie XIX w. właścicielką wsi była Helena z Żeromskich Kaczkowska. W 1857 Karolina Rylska nabyła dobra lipnickie od Pawła Kretowicza i odtąd przez długi czas pozostawały w rękach rodziny Rylskich między innymi Anieli z Rylskich Płockiej, od 1891 Emila Rylskiego. Dwór jest pozostałością po rodzinie Rylskich, a wzniesiony został pod koniec XVIII w.. Właścicielami posiadłości przed wojną byli Anna z Ścibor-Rylskich Chmielewska herbu Ostoja i jej mąż Eustachy Chmielewski, znany architekt. Mieszkali wraz z dwoma synami Markiem i Janem do drugiej połowy lat 40. XX w., kiedy majątek został znacjonalizowany. Rodzina Chmielewskich przeniosła się do Warszawy. W czasach Polski Ludowej dwór pełnił różne funkcje. Był użytkowany jako sklep, biblioteka gromadzka, a w latach 80. jako punkt katechetyczny, a potem pełnił funkcje mieszkalne. 1 stycznia 2006 doszło do tragicznego w skutkach pożaru (dwie osoby zginęły), a dwór uległ częściowemu spaleniu. Od tego czasu popadał w ruinę. W 2007 gmina Brzyska wystawiła dwór z parkiem do sprzedaży. Wtedy dwaj synowie ostatnich właścicieli, profesorowie Jan i Marek Chmielewscy rozpoczęli długi proces sądowy o odzyskanie dawnej posiadłości rodzinnej, zakończony sukcesem. W 2016 majątek wrócił do spadkobierców, którzy przystąpili do odbudowy dworku i zagospodarowania ponadhektarowego terenu wokół.

## Architektura
Dwór w Lipnicy Dolnej to typowa siedziba mniej zamożnych ziemian. Duży parterowy, rozplanowany na rzucie wydłużonego prostokąta oszalowany budynek drewniany z dwuspadowym dachem był pokryty blachą. Główne wejście frontowe od strony wschodniej poprzedzono starannie wykończonym gankiem ozdobionym kunsztownymi ornamentami o motywach roślinnych. Z ganku wchodzi się do dużego holu, a z niego do pięciu pokoi, kuchni z wielkim piecem, pokoju kucharki, spiżarni i toalety. Drugie północne wejście przeznaczone było dla służby folwarcznej. Od strony południowej na całej szerokości znajduje się weranda podobnie zdobiona jak ganek. W dworze znajdowała się także biblioteka. Pomieszczenia ogrzewano ceglanymi piecami.
Przed dworem znajdował się staw (obecnie szkolne boisko piłkarskie), a w jego otoczeniu zabudowania folwarczne (dwie stajnie, stodoły, spichlerz zbożowy oraz czworaki dla służby dworskiej) obecnie nieistniejące. Dwór otoczony był parkiem. W jego pozostałościach znajdują się cztery pomniki przyrody, dwie lipy drobnolistne i dwa klony zwyczajne oraz sosny amerykańskie, akacje, morwy, dęby, klony, lipy.